# Conchapelopia ginzanuvea
Conchapelopia ginzanuvea är en tvåvingeart som beskrevs av Sasa och Suzuki 2001. Conchapelopia ginzanuvea ingår i släktet Conchapelopia och familjen fjädermyggor. Inga underarter finns listade i Catalogue of Life.